# Bomolocha tossalis
Bomolocha tossalis là một loài bướm đêm trong họ Noctuidae.